# Secret (manga)
Pour les articles homonymes, voir Secret (homonymie).
Autre
Secret (シークレット, Shīkuretto) est un shōnen manga écrit et dessiné par Yoshiki Tonogai. Ce manga est du même genre de thriller que Doubt et Judge, titres précédents du même auteur, où la tension psychologique prend le pas sur la représentation gore de la violence, ce qui n'empêche pas la mort des personnages. Il a été prépublié dans le magazine Monthly Shōnen Gangan entre octobre 2013 et février 2015,. Les trois tomes ont été publiés au 22 avril 2015.
La version française est éditée par Ki-oon depuis le 2 juillet 2015.

## Synopsis
Six lycéens venant de sortir vivants d'un accident de bus reçoivent un avertissement pour le moins étrange. Un psychologue leur annonce que trois d'entre eux sont des meurtriers, et qu'il en détient la preuve. Les six jeunes gens se retrouvent donc, malgré eux, engagés dans une course contre le temps pour prouver leur innocence, mais ce n'est pas si facile de se fier aux autres quand tout le monde a quelque chose à cacher.

## Personnages
Iku SanadaIl est le personnage principal du manga. Il tente à plusieurs reprises de trouver les criminels, mais vient à la conclusion qu'il en est un lui aussi (bien qu'il soit innocent) puisqu'il pense qu'il a tué Tono en lui enlevant la barre qui était prise dans son dos (elle lui a demandé). On apprend par la suite qu'il est innocent, puisque Tono est morte d'une hémorragie, et non par la faute de Iku (Innocent)
Rika KonnoUne jeune actrice, qui a dû abandonner sa carrière à cause d'une blessure à l'œil droit causée par l'accident. Elle se fait manipuler par Mitomo qui lui affirme que Iku et Eiji sont les coupables alors elle brûle l'édifice dans lequel ils étaient sans savoir qu'ils ont survécu, ce qui l'amène à « tuer » Mitomo (On ne sait pas s'il a survécu ou non). (« Assassin »)
Eiji AmanoUn étudiant assez discret dont le frère travaille à l'hôpital où l'on aurait volé des somnifères, ce qui le rend suspect aux yeux de ses camarades. Il se fait gravement blessé par Rika sous les ordres de Mitomo. (Innocent)
Tsuyoshi OzuAdolescent aux cheveux roux qui est le meilleur ami de Iku (qui lui sauve la vie à la fin de la série, alors que Mitomo essayait de le pendre). Il était amoureux de Kisaragi et se sent coupable de sa mort puisqu'ils ont échangé de place peu avant l'accident. (Innocent)
Ryoko KunikidaÉtudiante assez craintive, elle prend garde aux autres personnes éviter que quelqu'un ne découvre qu'elle est criminelle et qu'elle a tué Shun en le faisant tomber du toit de l'école après avoir appris son amour pour Tono. (Innocent car accident)
Yukito ShimaAdolescent aux cheveux noirs qui a tué Ryo juste après l'accident. Par la suite, il fait du mal à Ozu puisque celui-ci affirme avoir vu quelqu'un debout dans l'autobus. Il se tente de se suicider par la suite en sautant du toit de l'école. (Assassin)
Ami TonoBien qu'elle ne survive pas à l'accident, elle joue un rôle très important dans la série. Presque tous les personnages ont un lien quelconque avec elle. Elle était la petite amie de Shun (avec lequel elle allait avoir un bébé) et partageait un journal collectif avec lui. Sa mort est responsable de toute l'histoire puisque nous apprenons par la suite que Mitomo était son grand frère et qu'il essayait seulement de tuer le petit ami de sa sœur.
Shun FutamiN'a pas pu aller au voyage puisqu'il était malade, mais est retrouvé mort après peu. Au début, sa mort serait reliée à un suicide, mais cette idée est mise à part lorsque Iku trouve le journal de Shun et Tono, où il a écrit qu'il vivrait pour elle et son bébé.

## Liste des chapitres
| no | Japonais        | Japonais          | Français          | Français          |
| no | Date de sortie  | ISBN              | Date de sortie    | ISBN              |
| --- | --------------- | ----------------- | ----------------- | ----------------- |
| 1 | 22 mai 2014     | 978-4-7575-4307-2 | 2 juillet 2015    | 978-2-35592-834-5 |
| Liste des chapitres : - Chapitre 1 : Trois meurtriers - Chapitre 2 : Témoin - Chapitre 3 : Message - Chapitre 4 : Chantage - Chapitre 5 : Remords                                                                       |                 |                   |                   |                   |
| 2 | 22 octobre 2014 | 978-4-7575-4444-4 | 10 septembre 2015 | 978-2-35592-860-4 |
| Liste des chapitres : - Chapitre 6 : Shun Futami - Chapitre 7 : Souvenir incriminant - Chapitre 8 : Hypothèse - Chapitre 9 : Plans et manigances - Chapitre 10 : Les mots des disparus - Chapitre 11 : Le 16 août       |                 |                   |                   |                   |
| 3 | 22 avril 2015   | 978-4-7575-4612-7 | 10 mars 2016      | 978-2-35592-922-9 |
| Liste des chapitres : - Chapitre 12 : Disparition - Chapitre 13 : Agression - Chapitre 14 : Iku Sanada - Chapitre 15 : Adieux - Chapitre 16 : Shinichi Mitomo - Chapitre final : Regrets - Chapitre ?? : Episode secret |                 |                   |                   |                   |